# Luitgard Brem-Gräser
Luitgard Brem-Gräser (* 23. Juni 1919 in Freiburg im Breisgau; † 6. Januar 2013) war eine deutsche Psychologin.

## Werdegang
Brem-Gräser studierte Psychologie an den Universitäten Göttingen und München und schloss 1956 mit Promotion in den Fächern Psychologie, Pädagogik und Psychopathologie in München ab. Von 1951 bis 1970 war sie Leiterin der Zentrale für Erzieher- und Jugendberatung des Schulreferates der Stadt München. An der Fachhochschule München unterrichtete sie als Professorin im Fachbereich Sozialwesen.
Sie entwickelte den Test Familie in Tieren, der bis heute in der psychotherapeutischen Arbeit mit Kindern eingesetzt wird, und führte umfangreiche Forschungen zu diesem Verfahren durch. Außerdem war sie Herausgeberin des Handbuchs der Beratung für helfende Berufe.